# Puabi

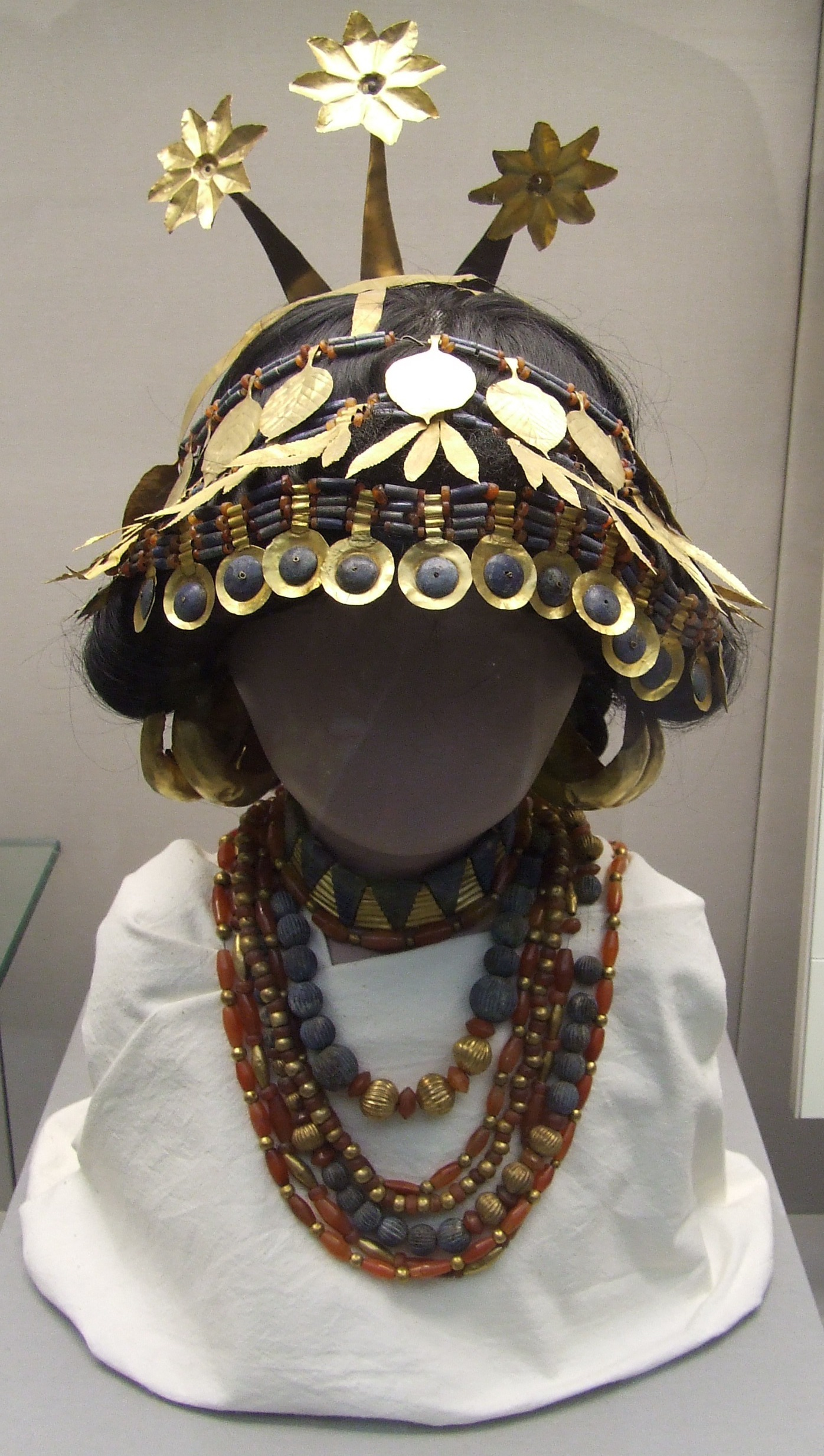
Coiffure trouvée dans la tombe de la reine Puabi

Puabi ou Pû-abi (en akkadien : Parole de mon père), appelée également Shub-Ad d'Ur en raison d'une erreur d'interprétation de l'archéologue Sir Charles Leonard Woolley, était une personnalité importante de la cité sumérienne d'Ur durant la Première dynastie d'Uruk (entre 2750 et 2550 av. J.-C.).

## Statut

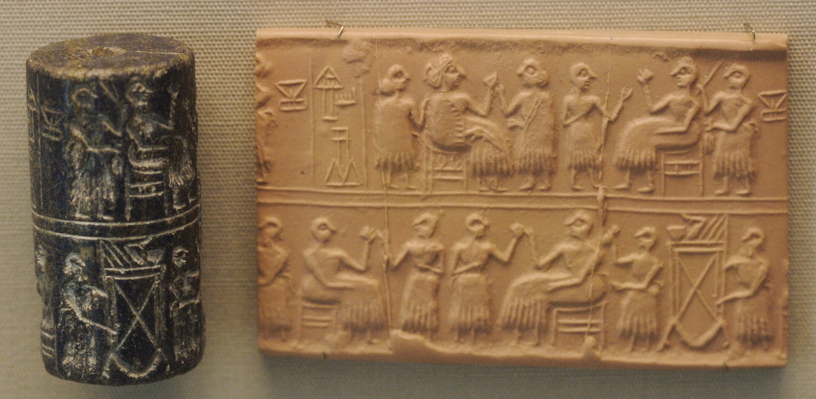
Sceau-cylindre de la reine Puabi

Appelée communément la Dame d'Ur ou la Reine Puabi, des sceaux-cylindres trouvés dans sa tombe lui donnent le titre de nin ou eresh, mot sumérien signifiant reine, dame ou prêtresse. Son statut exact est donc incertain. Sa tombe indique en tout cas qu'elle avait un statut important : elle pouvait être une reine, et/ou une grande prêtresse du temple du grand dieu d'Ur, le dieu-lune Nanna (fonction qui fut souvent exercée par des princesses aux époques postérieures).

## La tombe de Puabi
L'archéologue britannique Leonard Woolley fit la découverte de la tombe de Puabi, laquelle fut dégagée par son équipe parmi près de 1 800 autres tombes dans le Cimetière royal d'Ur entre 1922 et 1934. La tombe de Puabi était clairement unique parmi les autres tombes, non seulement en raison de la quantité d'objets et de la qualité de l'état de conservation des objets funéraires, mais aussi parce que sa tombe fut préservée des pilleurs durant les millénaires.

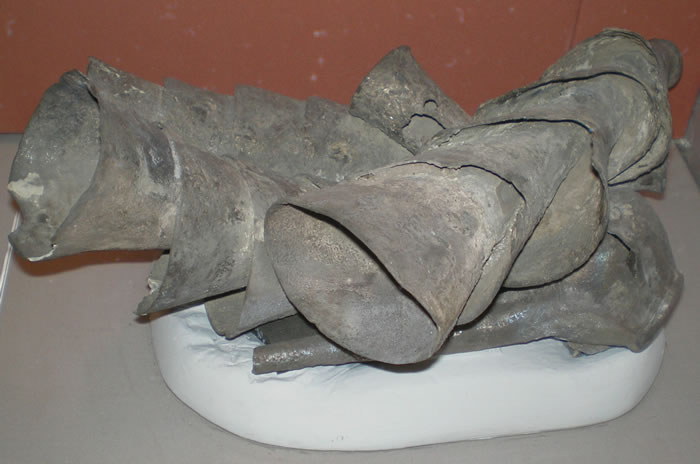
Vases en argent découverts dans la tombe de Puabi

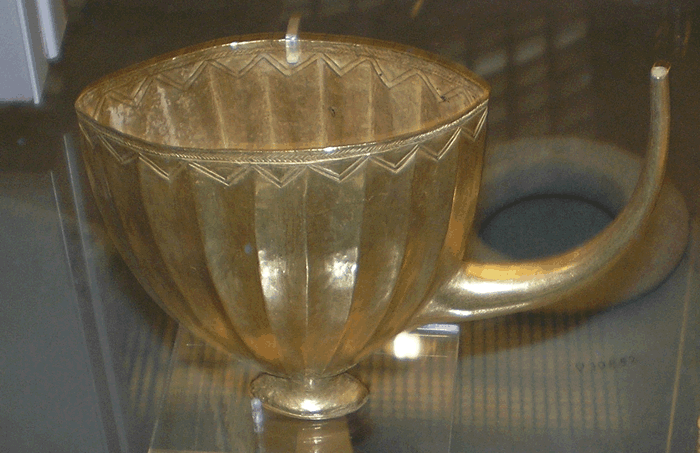
Coupe en or de la tombe de Puabi

Puabi fut ensevelie avec 52 serviteurs, lesquels sont supposés s'être empoisonnés eux-mêmes pour servir leur maîtresse dans l'au-delà. Les corps tenaient généralement une petite coupe qui a sans doute contenu le poison qu'ils s'étaient administrés. La valeur des objets trouvés dans la tombe de Pû-abi est stupéfiante : une magnifique coiffure en feuilles d'or et pierres précieuses, colliers, poitrails, ceintures en or et en pierres précieuses, coupes en or, anneaux, bagues, plats et ustensiles de cuisine, ainsi qu'une superbe harpe ornée d'une tête de taureau incrustée d'or et de lapis-lazuli. et un char orné de têtes de lionnes en argent.
Les trésors exhumés lors des fouilles de Leonard Woolley ont été répartis entre le British Museum de Londres, le Musée d'archéologie et d'anthropologie de l'université de Pennsylvanie de Philadelphie en Pennsylvanie et le Musée national d'Irak à Bagdad. Certaines pièces firent l'objet d'un pillage en avril 2003 au Musée national de Bagdad lors de la guerre en Irak de 2003.

## Hommage
Puabi sous le nom de  Shub-Ad d'Ur est une des 1 038 femmes représentées dans l'œuvre contemporaine The Dinner Party de Judy Chicago, aujourd'hui exposée au Brooklyn Museum. Cette œuvre se présente sous la forme d'une table triangulaire de 39 convives (13 par côté). Chaque convive étant une femme, figure historique ou mythique. Les noms des 999 autres femmes figurent sur le socle de l'œuvre. Le nom de Shub-Ad d'Ur figure sur le socle, elle y est associée à la déesse Ishtar, troisième convive de l'aile I de la table.